# Беисов, Жилкибай
Жилкибай Беисов (1925—2017) — советский передовик производства, начальник смены обогатительной фабрики Балхашского горно-металлургического комбината, Карагандинская область, Казахская ССР. Герой Социалистического Труда (1960).

## Биография
Родился 7 ноября 1925 года в ауле Павлодарского уезда Семипалатинской губернии Казахской АССР в крестьянской семье.
С августа 1942 года после окончания Карсакпайской школы фабрично-заводского обучения начал свою трудовую деятельность помощником классификаторщика, позже был назначен флотатором и в должности классификаторщика на обогатительной фабрики Балхашского медеплавильного завода, был в числе подростков находящихся на трудовом фронте, занимался монтированием оборудования и одновременно осваивал всю цепочку технологического процесса, работая по восемнадцать часов в сутки.
С 1950 года был назначен на должность — сменного мастера, с 1951 года после окончания свердловских трёхмесячных курсов был назначен — начальником смены обогатительной фабрики Балхашского медеплавильного завода. Под руководством Ж. Беисова, его смена была новатором по внедрению в практику новых методов работы, одной из первых среди предприятий города Балхаш Казахской ССР которая получила звание — «коллектив коммунистического труда» и около семнадцати лет удерживала это звание.
28 мая 1960 года Указом Президиума Верховного Совета СССР «за выдающиеся производственные успехи и проявленную инициативу в организации соревнования за звание бригад и ударников коммунистического труда» Жилкибай Беисович Беисов был удостоен звания Героя Социалистического Труда с вручением Ордена Ленина и золотой медали «Серп и Молот».
После окончания вечернего отделения Балхашского горно-металлургического техникума работал мастером производственного обучения отдела подготовки кадров Балхашского медеплавильного завода, был назначен председателем Совета наставников. За отличие в подготовке кадров был удостоен звания — Заслуженный наставник молодёжи Казахской ССР.
Помимо основной деятельности занимался и общественно-политической работе: с 1953 по 1955 годы избирался депутатом исполнительного комитета Карагандинского областного Совета народных депутатов трудящихся.
Скончался 12 октября 2017 года в городе Балхаше в Казахстане.

## Награды
- Медаль «Серп и Молот» (28.05.1960)
- Орден Ленина (28.05.1960)
- Орден Дружбы народов (02.03.1981)

### Звание
- Почётный гражданин города Балхаш (13.12.1993)